# 6194 Denali
A 6194 Denali (ideiglenes jelöléssel 1990 TN) a Naprendszer kisbolygóövében található aszteroida. Robert H. McNaught fedezte fel 1990. október 12-én.